# Resolutie 1455 Veiligheidsraad Verenigde Naties
Resolutie 1455 van de Veiligheidsraad van de Verenigde Naties werd op 17 januari 2003 unaniem door de VN-Veiligheidsraad aangenomen en was de eerste resolutie van dat jaar.

## Inhoud

### Waarnemingen
Alle lidstaten waren verplicht de maatregelen (sancties) tegen de Taliban en Al Qaida die met resolutie 1373 waren opgelegd uit te voeren. Het Al Qaida-netwerk werd nogmaals veroordeeld voor het plegen van terreuracties om onschuldige burgers te doden en eigendommen te vernielen.

### Handelingen
De Veiligheidsraad wilde de met resolutie 1267, resolutie 1333 en resolutie 1390 genomen maatregelen verbeteren.
Alle landen werd gevraagd de maatregelen zo veel mogelijk vast te leggen in hun nationale wetgeving en schendingen ervan te voorkomen of bestraffen.
Secretaris-generaal Kofi Annan werd gevraagd opnieuw vijf experts aan te stellen (de waarnemingsgroep) om gedurende twaalf maanden toe te zien op de uitvoering van de maatregelen.

## Verwante resoluties
- Resolutie 1350 Veiligheidsraad Verenigde Naties (2002)
- Resolutie 1452 Veiligheidsraad Verenigde Naties (2002)
- Resolutie 1456 Veiligheidsraad Verenigde Naties
- Resolutie 1465 Veiligheidsraad Verenigde Naties

Lijst ·  1455 ·  1456 ·  1457 ·  1458 ·  1459 ·  1460 ·  1461 ·  1462 ·  1463 ·  1464 ·  1465 ·  1466 ·  1467 ·  1468 ·  1469 ·  1470 ·  1471 ·  1472 ·  1473 ·  1474 ·  1475 ·  1476 ·  1477 ·  1478 ·  1479 ·  1480 ·  1481 ·  1482 ·  1483 ·  1484 ·  1485 ·  1486 ·  1487 ·  1488 ·  1489 ·  1490 ·  1491 ·  1492 ·  1493 ·  1494 ·  1495 ·  1496 ·  1497 ·  1498 ·  1499 ·  1500 ·  1501 ·  1502 ·  1503 ·  1504 ·  1505 ·  1506 ·  1507 ·  1508 ·  1509 ·  1510 ·  1511 ·  1512 ·  1513 ·  1514 ·  1515 ·  1516 ·  1517 ·  1518 ·  1519 ·  1520 ·  1521